# Dũng sĩ diệt Mỹ
Dũng sĩ diệt Mỹ là danh hiệu của Quân đội Nhân dân Việt Nam đặt ra trong chiến tranh Việt Nam, kèm theo huy hiệu và giấy chứng nhận để động viên tinh thần chiến đấu của cán bộ chiến sĩ, dùng để tặng khen và tuyên dương các cá nhân có thành tích xuất sắc trong việc tiêu diệt sinh lực địch.

## Tiêu chí của danh hiệu
Ngày 20 tháng 11 năm 1965, Bộ Tư lệnh các lực lượng vũ trang Quân Giải phóng miền Nam đã đề ra danh hiệu "dũng sĩ diệt Mỹ". Cục Chính trị đã đưa tiêu chuẩn và các cấp danh hiệu cụ thể như sau:
- Cấp 3: diệt 3 lính Mỹ hoặc làm bị thương 5 lính
- Cấp 2: diệt 6 lính Mỹ hoặc làm bị thương 9 lính
- Cấp 1: diệt 9 lính Mỹ hoặc làm bị thương 15 lính
- Cấp ưu tú: diệt từ 15 lính trở lên

Diệt ở đây có nghĩa là chết hoặc bị bắt. Mọi phương thức diệt địch: đánh xáp lá cà, bắn tỉa, đặt mìn, bẫy chông... đều được tính như nhau. Nếu bắn cháy xe tăng - xe thiết giáp, bắn rơi trực thăng, đánh chìm tàu xuồng... làm thương vong nhiều lính Mỹ bên trong thì cũng được phong danh hiệu. Thành tích không phân theo cấp bậc, sĩ quan và binh lính đối phương bị diệt tính như nhau.

## Cá nhân được phong tặng
Nếu diệt được nhiều địch trong nhiều trận thì chiến sĩ sẽ được phong nhiều lần, không giới hạn số lượng. Đã từng có nhiều cá nhân được phong nhiều lần danh hiệu Dũng sĩ diệt Mỹ như: vợ chồng du kích Dương Bá Quy và Nguyễn Thị Thủy đã 22 lần được phong danh hiệu Dũng sĩ diệt Mỹ, du kích Ngô Thị Tuyết được phong 7 lần, Nguyễn Văn Thương được phong 14 lần, chiến sĩ Trương Văn Hòa (huyện Điện Bàn, Quảng Nam) có đến 49 lần được phong danh hiệu Dũng sĩ diệt Mỹ, chiến sĩ Trịnh Tố Tâm được phong nhiều nhất với 53 lần, với thành tích diệt 272 địch (chủ yếu bằng phương thức đặt mìn).

## Thông tin liên quan
Vào ngày 19 tháng 5 năm 1968, nhân dịp 10 thiếu niên "dũng sĩ diệt Mỹ" miền Nam vào thăm và chúc mừng sinh nhật mình, Hồ Chí Minh đã chỉ thị cho Trung tướng Song Hào, Chủ nhiệm Tổng cục Chính trị Quân đội nhân dân Việt Nam thành lập Đội Thiếu niên dũng sĩ diệt Mỹ.